# Daniel Kovář
Daniel Kovář (* 11. července 1975 České Budějovice) je jihočeský archivář, regionální historik a spisovatel.
Působí jako vedoucí českobudějovické pobočky státního oblastního archivu v Třeboni. V roce 2007 obhájil rigorózní práci "Příběhy pomníků v Českých Budějovicích", která rovněž vyšla knižně. Kromě dějin Českých Budějovic a Českobudějovicka se také zabývá kastelologií.

## Dílo
Od roku 1998 napsal nebo se podílel na množství článků i knih o Českobudějovicku i o jednotlivých vesnicích
- Římov: historie obce a poutního místa (1998)
- Kraj trojí tváře (1998), spoluautor Pavel Koblasa
- Panská sídla jižních Čech: 433 hradů, zámků a tvrzí (2003), spoluautor Pavel Koblasa
- Budějovický poutník aneb Českými Budějovicemi ze všech stran (2006)
- Českobudějovicko I. levý břeh Vltavy (2008)
- Českobudějovicko II. pravý břeh Vltavy (2008)
- Tvrze, hrady a zámky Českobudějovicka (2011)
- Českobudějovicko (2012)